# トーマス・シャーマン
トーマス・シャーマン（Thomas Kielty Scherman, 1917年2月12日 - 1979年5月14日）は、アメリカの指揮者。

## 生涯
ニューヨーク生まれ。コロンビア大学でイザベル・ヴェンゲーロヴァにピアノを習い、指揮法をカール・バンベルガー、オットー・クレンペラーらに師事している。
1939年から1941年までアメリカ軍に入隊し、キャプテンの地位にあった。
1947年にメキシコシティのナショナル・オペラの補助指揮者になり、同年、自らリトル・オーケストラ・ソサエティを創設して、知られざる作品の発掘・演奏を頻繁に行うようになった。
1950年には、同団を率いてスイスやオーストリアなどを演奏旅行し、成功を収めた。1975年に同団を勇退後、ニュー・リトル・オーケストラ・ソサエティを結成し、子どものための演奏会を亡くなるまで開き続けた。ニューヨークにて死去。